# Елкинс (Арканзас)
Елкинс (енгл. Elkins) град је у америчкој савезној држави Арканзас.

## Демографија
По попису из 2010. године број становника је 2.648, што је 1.397 (111,7%) становника више него 2000. године.
| Група             | 2000.         | 2010.         |
| Белци             | 1.195 (95,5%) | 2.287 (86,4%) |
| Афроамериканци    | 2 (0,2%)      | 25 (0,9%)     |
| Азијати           | 3 (0,2%)      | 13 (0,5%)     |
| Хиспаноамериканци | 15 (1,2%)     | 213 (8,0%)    |
| Укупно            | 1.251         | 2.648         |